# نبوي عجلان
نبوي عجلان،مخرج، مصري، (ولد 4 سبتمبر ، 1953).

## دراستة
حصل علي دبلوم المعهد العالي للسينما قسم الإخراج عام 1978.

## حياتة
بدأ حياته الفنية مخرجا للأفلام التسجيلي، وأولها فيلم (المدابغ) عام 1983
ثم عمل مخرجا مساعدا ومساعد مخرج في بعض الأعمال الفنية منها (بيت الكوامل، وإنهم يقتلون الشرفاء)
ثم مخرجا في (ضحية حب، وامرأة ضلت الطريق).

## أعمالة السينمائية
- امرأة ضلت الطريق 1990 - فيلم
- ضحية حب 1988 - فيلم